# روبن شوت
روبن شوت (آلمانی: Ruben Schott؛ زادهٔ ۸ ژوئیهٔ ۱۹۹۴) بازیکن والیبال اهل آلمان است. وی عضو باشگاه میلانو ایتالیا است.